# Дзьоган смугасточеревий
Дзьога́н смугасточеревий (Veniliornis nigriceps) — вид дятлоподібних птахів родини дятлових (Picidae). Мешкає в Анди.

## Опис
Довжина птаха становить 16,5-18 см. Верхня частина тіла переважно оливково-зелена. У самців тім'я червоне, у самиць чорне або темно-сіре, в залежності від підвиду. Нижня частина тіла смугаста, поцяткована чорними і білими або зеленуватими смужками, в залежності від підвиду

## Підвиди
Виділяють три підвиди:
- V. n. equifasciatus Chapman, 1912 — Анди в Колумбії і Еквадорі;
- V. n. pectoralis (Berlepsch & Stolzmann, 1902) — Перуанські Анди;
- V. n. nigriceps (d'Orbigny, 1840) — Болівійські Анди.

## Поширення і екологія
Смугасточереві дзьогани мешкають у Колумбії, Еквадорі, Перу і Болівії. Вони живуть у вологих гірських тропічних лісах Анд. Зустрічаються на висоті від 2000 до 4000 м над рівнем моря.